# Moldova György
Moldova György, születési nevén Reif György (Budapest, 1934. március 12. – Budapest, 2022. június 4.) Kossuth- és kétszeres József Attila-díjas, valamint Karinthy-gyűrűs magyar író, a Digitális Irodalmi Akadémia alapító tagja. A legolvasottabb kortárs magyar író. Legfőképpen a riport és a szatíra műfajában alkotott.

## Élete
Kőbányán született Reif Sándor ügynök és Berkovics Mária zsidó szülők gyermekeként. A „Moldova” nevet 1955-ben választotta magának, amikor első írása nyomtatásban megjelent. A nyilas uralom alatt 1944. november 29-én Vajna Gábor belügyminiszter rendelete a budapesti gettó felállításáról rendelkezett, ezért családjával együtt a budapesti gettóba deportálták, ott érte meg a háború végét. A Színház- és Filmművészeti Főiskola dramaturgia szakára járt négy évet, többek között Csurka Istvánnal egy évfolyamba. Az 1956-os forradalom alatt (melyet Moldova következetesen felkelésnek nevez) ő maga is csatlakozott a forradalmárokhoz, bár érdemi tevékenységet nem fejtett ki köztük. Rendszerellenes magatartása miatt végül nem fejezhette be a főiskolát. Ezután fizikai munkát (kazánszerelő) végzett, valamint tanulmányait is megszakította több hónapra a komlói szénbányában végzett munkával.
Filmírással hosszabb ideig foglalkozott, ennek eredménye volt többek között az 1959-ben megjelent „Szerelemcsütörtök”. Zenés bohózatát, a „Légy szíves Jeromos”-t 1962-ben vitték színre a Petőfi Színházban.
Novellái 1955 óta jelentek meg irodalmi folyóiratokban, antológiákban. Több mint 70 könyv szerzője, az „Idegen bajnok” 1963-ban jelent meg; irodalmi élete csúcsának a „Negyven prédikátor” (1973) és a „Ha jönne az angyal…” (1998) regényeit tartotta.[forrás?] Saját véleménye szerint: „Rossz könyvem van, de hazug, tisztességtelen nincsen.”
1989-től a Hócipőben is több alkalommal jelentkezett sorozataival.
1990-től három évig a Magyar Hírlap külső munkatársa volt, hetente jelentek meg írásai.
Írásaira jellemző a mindennapi élet központi problémáinak, kérdéseinek felvetése, cselekményesség, magányos, „mindennapi hősök” szerepeltetése. Fontos szerepe volt a világháború utáni magyar szociográfia megteremtésében (Magyarország felfedezése-sorozat), valós problémákkal foglalkozó riportkönyvei országosan ismertté tették nevét (Tisztelet Komlónak, Akit a mozdony füstje megcsapott…, A szent tehén).
2007-ben az URBIS kiadó megkezdte az „Életműsorozat” kiadását. 2009. március 12-én 75. születésnapja alkalmából az Uránia Nemzeti Filmszínházban dedikált.

## Politikai megnyilvánulásai
Már a szocializmus idején nagy vitákat keltettek művei, elsősorban a riportkönyvei, melyekben az akkoriban elvárásként támasztott optimista kicsengés helyett a valóságot írta meg, riportalanyai elmondása alapján. Emiatt a megjelenés után az érintettek körében gyakran felháborodást váltott ki a mű hangvétele. A „Tisztelet Komlónak” című riportkönyvét a város és a bánya vezetői kritizálták (ebből a műből utóbb került kihúzásra egy mondat, amiben egy sváb származású riportalany a jugoszláv partizánok második világháború végi pogromjára utal), az Államvédelmi Hatóságról írt „Elbocsátott légió” sokáig nem jelenhetett meg könyvként, a fegyelmező zászlóaljról írt riportja pedig évekig tiltólistán volt, csak egy válogatáskötetben, „Kerüld a nőket” néven csúszott át a katonai cenzúrán. Hasonló vitákat generált a textiliparról írt „A szent tehén”, valamint a félig-meddig önéletrajzi ihletésű „A Szent Imre-induló”, amely a holokausztot, a nyilas terrort, illetve a nyilasokkal együttműködő zsidókat is megemlítette. Szalai Pál a „A Szent Imre-induló” könyv egyik főszereplője 2008. június 24-én, posztumusz a Világ Igaza kitüntetést és a Bátorság érdemjelet kapta. Moldova könyvében Szalai Pál negatív jellem, úgy, ahogy egy 1953-as koncepciós perben vádolták. Szalai Pál Moldova könyvében rosszarcú, elhízott nyilas. Az állambiztonság koncepciója 1953-ban Wallenberg meggyilkolását akarta Szalai Pálra "rákenni", ezzel Wallenberg halálát 1947-ben Moszkvában eltitkolni. Az 1953-as koncepciós per államtitok volt a rendszerváltásig. Ember Mária feltárta a koncepciós per történetét. A „A Szent Imre-induló” könyvet újra kiadták és nem módosítottak Szalai Pál negatív szerepén. Az állambiztonság 1969 és 1981 között megfigyelte Moldovát és „Bolygató” fedőnéven tartotta nyilván.
Elsőként írt a Bűn az élet című, 1989-ben megjelent riportkönyvében a cigánybűnözésről, mely akkor is komoly vitát keltett, noha a szót akkoriban kriminológiai kifejezésként használták.
„Ég a Duna” című riportkönyve a Bős–nagymarosi vízlépcső megépítése melletti érveket sorakoztatott fel, a korabeli közhangulattal ellentétben, amely szintén nagy vihart kavart.
Moldova György Kádár János elkötelezett híve maradt a rendszerváltás után is. Külön életrajzi kötetet is írt róla, egyedülállónak, zseninek nevezte. A Kádár-rendszert Magyarország legjobb huszadik századi korszakának tartja. Kádár bűneit hevesen tagadta, véleménye szerint, akiket kivégeztek az 1956-os forradalom után, azokkal többnyire jogosan tették. A Kádár születésének századik évfordulójára készült Kádár-mellszobrot is Moldova leplezte le, ahol „proletárszentnek” nevezte az egykori pártelnököt. 2012-ben bemutatott riportkönyvének is Kádár a témája, amely Kádár János sírjával foglalkozik.

## Magánélete
Két lánytestvére és egy fiútestvére van. Első feleségétől két lánya született, akinek 2020-ban bekövetkezett halála óta irodalmi szerkesztőjével, Palotás Katalinnal élt együtt. 2021 karácsonyán összeházasodtak. Nőkkel való kapcsolatát önéletrajzi köteteiben, valamint a „Hátsó lépcső” című könyvben írta meg.
Idős korától kezdődően rendszeresen küzdött szívpanaszokkal. 2022. június 4-én, 88 éves korában távozott az élők sorából.
2022. június 7-én, 13 órai kezdettel kísérték utolsó útjára a Kozma utcai izraelita temetőben.

## Művei

### Szépirodalom

Magányos pavilon című regényének 1974-es kiadásának borítóján (Csigó László felvétele)

- Az idegen bajnok; Szépirodalmi, Budapest, 1963
- Sötét angyal – regény; Szépirodalmi, Budapest, 1964
- Magányos pavilon; Magvető, Budapest, 1966 (Magvető kiskönyvtár)
- Gázlámpák alatt elbeszélések; Szépirodalmi, Budapest, 1966
- Akar velem beszélgetni?; Magvető, Budapest, 1967
- Az Elátkozott Hivatal; Magvető, Budapest, 1967
- A „Lakinger Béla” zsebcirkáló kisregény, novellák; Athenaeum Nyomda, Budapest, 1968 (Kozmosz könyvek)
- Malom a pokolban regény; Magvető, Budapest, 1968
- Az elbocsátott légió – regény; Magvető, Budapest, 1969
- A változások őrei; Magvető, Budapest, 1972
- Negyven prédikátor – regény; Szépirodalmi, Budapest, 1973
- Titkos záradék [Hitler Magyarországon]; Magvető, Budapest, 1973
- Ferencvárosi koktél. H. Kovács történeteiből; Magvető, Budapest, 1974[19]
- A Szent Imre-induló; Magvető, Budapest, 1975
- Mandarin, a híres vagány; Magvető–Szépirodalmi, Budapest, 1976[20][21]
- A beszélő disznó – szatírák; Magvető, Budapest, 1978
- Magyar atom; Magvető, Budapest, 1978
- A törvény szolgája és egyéb történetek; Magvető, Budapest, 1980 (Rakéta Regénytár)
- A Szent Imre-induló. Elhúzódó szüzesség; Magvető, Budapest, 1981
- Tökös-mákos rétes; Magvető, Budapest, 1982 (Rakéta Regénytár)
- A napló; Magvető, Budapest, 1983
- A Puskás-ügy; Magvető, Budapest, 1984 (Rakéta Regénytár)
- Tíz tucat; Magvető, Budapest, 1985
- Méhednek gyümölcse; Lapkiadó Vállalat, Budapest, 1986
- Moldova György–H. Barta Lajos: Az életem rövid [Négy kisregény]; Lapkiadó, Budapest, 1987
- Malom a pokolban. Maár Gyula filmje nyomán; képregény-változat Cs. Horváth Tibor, Fazekas Attila; Főmo, Budapest, 1987 (Sikerfilmek képregényváltozata)
- Ésszel fél az ember; Népszava, Budapest, 1987
- Árnyék az égen; Magvető, Budapest, 1987
- Az Abortusz-szigetek – szatírák, történetek; Magvető, Budapest, 1989
- Lopni tudni kell; Betűvető, Budapest, 1989
- Akit szerettek a nők – Börtönnovella; Pannon, Budapest, 1990
- A Szentháromság pusztulása; PLKV, Budapest, 1990
- Az utolsó határ; Magvető, Budapest, 1990
- A néma súgó; Pannon, Budapest, 1991
- Az ördög lapot kér; Pik-sys, Budapest, 1991
- A bal oroszlán – Humoreszkek és szomoreszkek; Pannon, Budapest, 1992
- A félelem kapuja; Pannon, Budapest, 1992
- Tél tábornok; Pannon, Budapest, 1993
- A kalózok szeretője – Humoreszkek, szomoreszkek, nyomoreszkek; Dunakanyar 2000, Budapest, 1994
- Kis aljasságok lányaimnak; Dunakanyar 2000, Budapest, 1994
- Az ideális hadifogoly; Dunakanyar 2000, Budapest, 1996
- A kámfor akció – szatírák; Dunakanyar 2000, Budapest, 1996
- Akit a múzsa fenéken csókolt...; Dunakanyar 2000, Budapest, 1996
- Lámpaláz – Tanácsok kezdő és haladó nyilatkozóknak; Dunakanyar 2000, Budapest, 1997
- Mint falu bolond pappal... Régi és új aforizmák; Kertek 2000, Budapest, 1997
- A rövid élet titka; Dunakanyar 2000, Budapest, 1997
- Ha jönne az angyal.. – regény; Kertek 2000, Budapest, 1998
- „XX. század, lelépni!” – Moldova György kalendáriuma a 2000. évre; Kertek 2000, Budapest, 1999
- A város hercege – bűnügyi regény; Kertek 2000, Budapest, 1999
- Arrivederci, Budapest! Válogatás az író szatíráiból; Urbis, Budapest, 2000
- A mocsári hajós. Minimák; Urbis, Budapest, 2000
- A sárkány fogai; Urbis, Budapest, 2001
- Az ellopott főutca. Válogatott cikkek, tárcák, szatírák; Urbis, Budapest, 2001
- 2003. 365 napos naptár Moldova György fontos gondolataival; Urbis, Budapest, 2002
- Régi nóta. Önéletrajzi töredékek; Urbis, Budapest, 2002
- Úszóverseny üres medencében – Aforizmák; Urbis, Budapest, 2002
- A postamester leánya; Urbis, Budapest, 2002
- A gyávák bátorsága – regény; Urbis, Budapest, 2004
- Éjféli napsütés – szatírák, karcolatok; Urbis, Budapest, 2006
- Kontra párti! – aforizmák; Urbis, Budapest, 2009
- Üres telken ház alakú köd – Új aforizmák; Urbis, Budapest, 2012
- A szent labda – Vallomás a magyar fociról; Urbis, Budapest, 2012
- A bolygató; Urbis, Szentendre, 2014
- A nagy októberi összefogás; Urbis, Szentendre, 2014
- Zsidómentes övezet – szatíra; Urbis, Szentendre, 2014
- Fej vagy írás. Az írói mesterségről; Urbis, Szentendre, 2015
- Harc az angyallal – regény; Urbis, Budapest, 2015
- Az utóvéd – regény; Urbis, Budapest, 2016
- Keserű cukor – szatírák; Urbis, Szentendre, 2016
- Optimista naptár, 2017; Urbis, Szentendre, 2016
- Az új császár új ruhája. Szatíra; Urbis, Szentendre, 2018
- A népet le kell váltani; Urbis, Szentender, 2018
- Előttünk az özönvíz; Urbis, Szentendre, 2019
- Hátsó lépcső; Urbis, Szentendre, 2020
- Két szerelem, 1.; Urbis, Szentendre, 2021
- Ha elhagysz, veled mehetek?; Kocsis Kiadó, Budapest, 2022

### Riportkönyvek

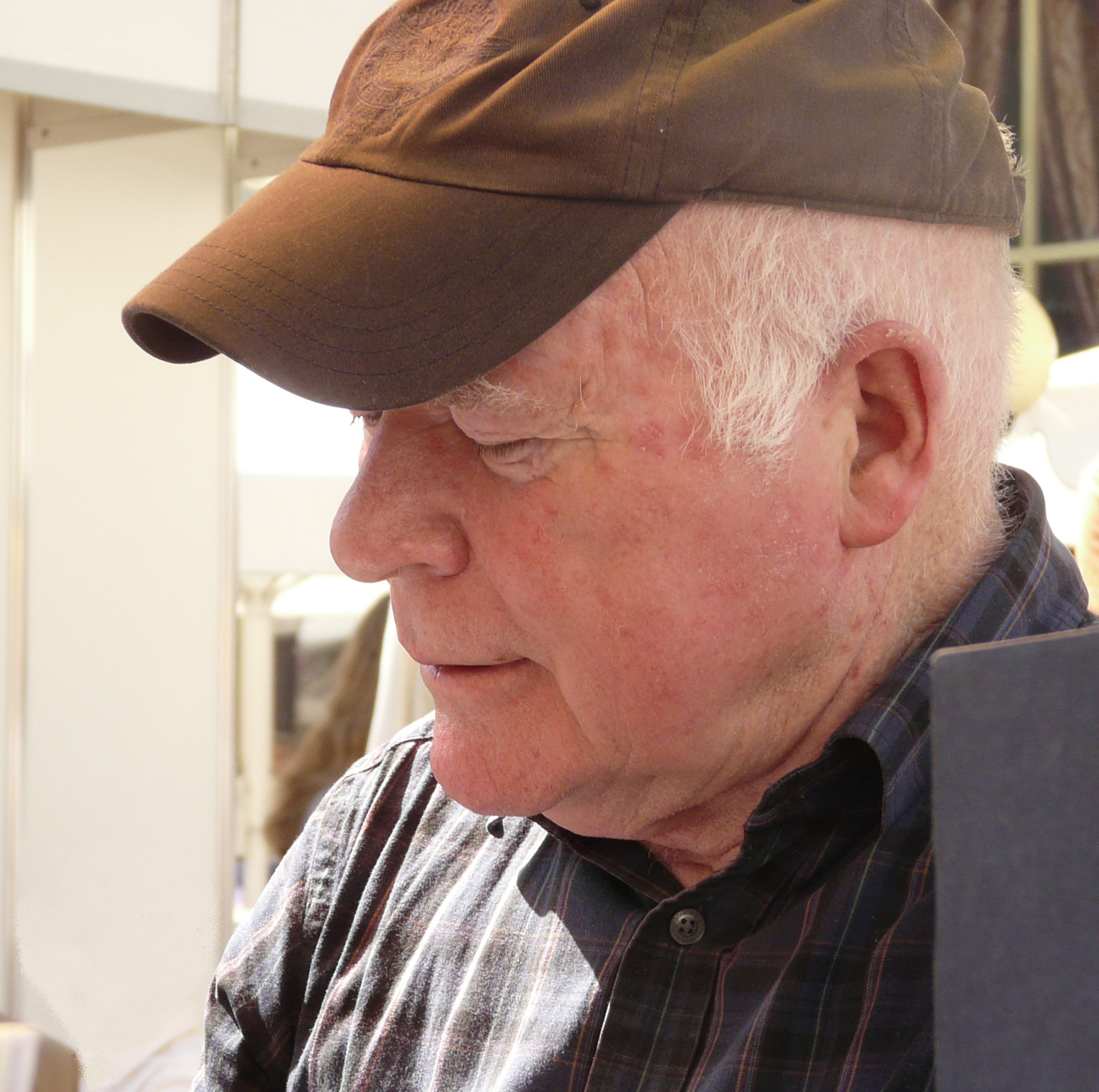
Dedikálás a 2010-es Ünnepi Könyvhéten

- Rongy és arany. Riportok; Egyetemi Nyomda, Budapest, 1967 (Kozmosz könyvek)
- Tetovált kereszt. Riportok; Szépirodalmi, Budapest, 1969
- Hajósok éneke. Válogatott riportok; Szépirodalmi, Budapest, 1971
- Tisztelet Komlónak; Szépirodalmi, Budapest, 1971 (Magyarország felfedezése)
- Az Őrség panasza; Magvető, Budapest, 1974
- Akit a mozdony füstje megcsapott…; Szépirodalmi, Budapest, 1977
- Ellenszél. Válogatott riportok, 1-2.; Magvető, Budapest, 1977, (a Tények és tanúk sorozatban)
- A szent tehén. Riport a textiliparról; Magvető, Budapest, 1980
- Égi szekér; Magvető, Budapest, 1982
- A pénz szaga. Riport a kamionsofőrökről; Magvető, Budapest, 1986
- Ki ölte meg a Holt-tengert? Riport Izraelről; PLKV, Budapest, 1988
- Bűn az élet... Riport a rendőrökről; Magvető, Budapest, 1988
- Szabadíts meg a gonosztól! Riport a börtönökről; Pannon, Budapest, 1990
- A harmadik majom; PLKV, Budapest, 1990
- A jog zsoldosai. Riport az ügyvédekről; Dunakanyar 2000, Budapest, 1994
- Magyarország szennybemenetele. Riport a környezetvédelemről; Dunakanyar 2000, Budapest, 1995
- A Balaton elrablása. Riport; Dunakanyar 2000, Budapest, 1996
- Ég a Duna! Riport a Bős-Nagymarosi Vízlépcsőről; Kertek 2000, Budapest, 1998
- Európa hátsó udvara. Riport Keletről, 1-2.; Urbis, Budapest, 2000
- Aki átlépte az árnyékát... Emlékezés és dokumentumok [Kardos Györgyről]; Urbis, Budapest, 2001
- A végtelen vonal. Legenda a golyóstollról; ICO, Budapest, 2001 (angolul is)
- Történelemóra. Párbeszéd Kaján Tiborral; Urbis, Budapest, 2002
- A tékozló koldus. Riport az egészségügyről, 1-3.; Urbis, Budapest, 2003
- Kádár János, 1-2.; Urbis, Budapest, 2006
- Hajósok éneke. Válogatott riportok; Urbis, Budapest, 2007 (Életműsorozat)
- Ha az Isten hátranézne... Riport és dokumentumok az Ormánságról, 1-2.; Urbis, Budapest, 2008
- Érik a vihar. Riport Miskolcról, 1-2.; Urbis, Budapest, 2009
- Harcolj vagy menekülj! Riport és dokumentumok a tűzoltókról, 1-2.; Urbis, Budapest, 2010
- Keserű pohár. Riport és dokumentumok a magyar borokról és borászokról, 1-3. [A magyar borászokról és a magyar borokról; Aszú és parlag – Tokaj; Villány – A borra épült város]; Urbis, Budapest, 2011–2012
- Per Kádár sírjáért. Riport; Urbis, Budapest, 2012
- Kegyelemkenyér I. Riport a nyugdíjasokról; Urbis, Szentendre, 2017
- Kegyelemkenyér II. Riport a nyugdíjasokról, Urbis, Szentendre, 2017
- Kegyelemkenyér III. Riport a nyugdíjasokról, Urbis, Szentendre, 2017
- Az Úr jó vitéze. Riport Iványi Gáborral, 1.; Urbis, Szentendre, 2019
- Az Úr jó vitéze. Riport Iványi Gáborral, 2.; Urbis, Szentendre, 2020

### Színművek
- Légyszíves Jeromos
- Arrividerci Budapest!
- Parlament gebin
- Az élet oly rövid
- Titkos záradék
- Ifjú Gárda
- Te furcsa katona

### Történelmi olvasókönyv
- A napló (2005) – Urbis Kiadó
- Kádár János I-II. (2006) – Urbis Kiadó

### Önéletrajzi kötetei
„Az utolsó töltény” című sorozatában írta meg életrajzát, életének fontos állomásait rögzítve, olykor a korábbi műveiből átemelt részletekkel. Valamennyi kötetet az Urbis Kiadó jelentetett meg.
- Az utolsó töltény 1. (születésétől 1957-ig) (2004)
- Az utolsó töltény 2. (1957-től 1963-ig) (2004)
- Az utolsó töltény 3. (az első színdarabok, látogatás a Szovjetunióban és Erdélyben, könyv a büntetőszázadról, és szerelmei) (2004)
- Az utolsó töltény 4. (a Komlóról készült riportkönyv megalkotása és utóélete) (2005)
- Az utolsó töltény 5. (állambiztonsági megfigyelése) (2005)
- Az utolsó töltény 6. (viszonya a Magvető Kiadóval és Kardos Györggyel, a rendőrökről szóló riportkönyv) (2006)
- Az utolsó töltény 7. (viszonya az 1990-es években az MSZP-vel, a Munkáspárttal, a környezetvédelemről és a bős-nagymarosi vízlépcsőről szóló riportkönyve) (2006)
- Az utolsó töltény 8. (a Szabolcs-Szatmár-Bereg megyéről írt riportkönyve és egészségi állapota) (2007)
- Az utolsó töltény 9. (szakítása az MSZP-vel és a Munkáspárttal, az egészségügyről írt riportkönyve, és a tervezett Puskás-könyv) (2007)
- Az utolsó töltény 10. (megemlékezés a pályatársakról, „A gyávák bátorsága” című könyv, riportok az Ormánságról és Miskolcról) (2010)
- Az utolsó töltény 11. (riport a tűzoltókról, a drámái története, a Prima Primissima-díj) (2011)
- Az utolsó töltény 12. (egészségi állapota) (2015)
- Az utolsó töltény 13. (2021)

## Díjai, kitüntetései
- SZOT-díj (1967)
- József Attila-díj (1973, 1978)
- Karinthy-gyűrű (1981)
- Kossuth-díj (1983)
- Nagy Lajos-díj (1993)
- Maecenas-díj (1994)
- MSZOSZ-díj (1995)
- Demény Pál-emlékérem (1995)
- Kollektív Pulitzer-díj (2000)
- Közbiztonsági Díj arany fokozat
- Aranysíp kitüntetés (mint tiszteletbeli vasutas)
- bolgár Hitar Petar nemzetközi szatíradíj
- Prima Primissima díj (2010)
- Radnóti Miklós antirasszista díj (2022)[22]

## Interjúk vele
- Moldova György a mai politikusokról ATV, 2020. december 8. (15:02)
- Moldova György – Arckép Kadarka Endre műsorában, 2011. október 25. (50:01)
- Magánbeszélgetés Juszt László műsora, 2006 (47:52)